# The Singles Collection
The Singles Collection är ett samlingsalbum av Britney Spears. Albumet släpptes den 24 november 2009 och finns i två olika versioner: en standard version och en "deluxe" boxset. "3" är den första och enda singeln från albumet.

## Låtlista
1. 3 (Max Martin, Shellback, Tiffany Amber)
2. ...Baby One More Time (Max Martin)
3. (You Drive Me) Crazy (Max Martin, David Kreuger, Per Magnusson, Jörgen Elofsson)
4. Born To Make You Happy (Carlsson, A./Lundin, K.)
5. Oops!... I Did It Again (Max Martin, Rami)
6. Stronger (Max Martin, Rami)
7. I'm A Slave 4 U (Williams, P./Hugo, C.)
8. Boys Feat. Pharrell Williams (Williams, P./Hugo, C.)
9. Me Against The Music Feat. Madonna (Nash, T./Nkhereanye, T. "Tab"/O'Brien, G./Madonna/Stewart, Chris "Tricky"/Spears, B/Magnet, P.)
10. Toxic (Karlsson, C./Winnberg, P./Dennis, C./Jonback, H.)
11. Everytime (Stamatelatos, A./Spears, B.)
12. Gimme More (Nate Hills, James Washington, Keri Hilson, Marcella Araica)
13. Piece Of Me (Christian Karlsson, Pontus Winnberg, Klas Ahlund)
14. Womanizer (Nikesha Briscoe, rapheal)
15. Circus (Claude Kelly, Lukasz Gottwald, Benjamin Levi)
16. I U Seek Amy (Savan Kotecha, Alexander Kronlund, Max Martin, Shellback)
17. Radar (Christian Karlsson, Pontus Winnberg, Henrik Jonback, Balewa Muhammad, Candice Nelson, Ezekiel "Zeke" Lewis, Patrick Smith)
18. I'm Not A Girl, Not Yet A Woman (Max Martin, Dido, Rami)

## Releasehistorik
| Land                   | Datum            |
| ---------------------- | ---------------- |
| Australien/ Europa     | 20 november 2009 |
| Storbritannien/ Irland | 23 november 2009 |
| Nordamerika            | 24 november 2009 |
| Japan                  | 25 november 2009 |
| Filippinerna           | 28 november 2009 |